# Hong Chau

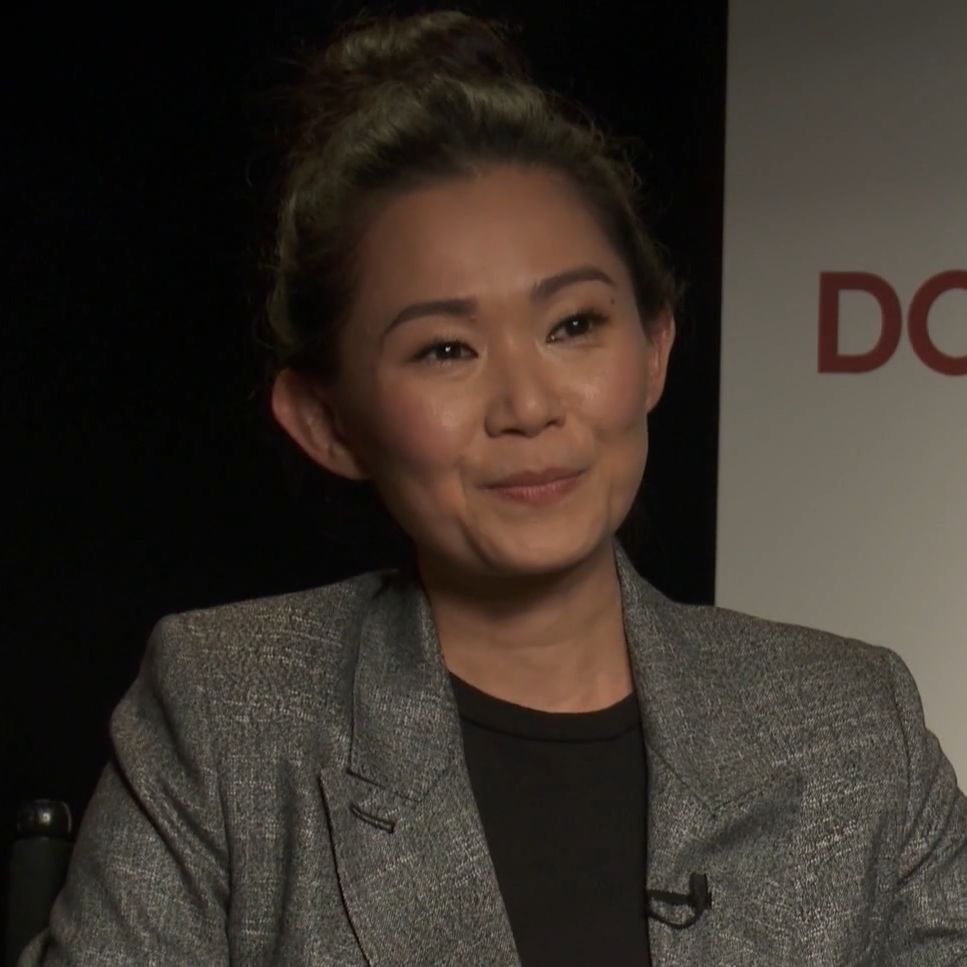
Hong Chau (2016)

Hong Chau (* 25. Juni 1979 in Thailand) ist eine US-amerikanische Schauspielerin.

## Leben
Hong Chau wuchs als Tochter vietnamesischer Einwanderer im Osten der Stadt New Orleans auf. Sie hat zwei Geschwister. Chau besuchte die Eleanor McMain Secondary School, die Ben Franklin High School und die Louisiana School for Math, Science and the Arts in Natchitoches. Aus Interesse an kreativem Schreiben schloss sie ein Studium der Filmwissenschaft an der Boston University ab.
Zur Schauspielerei kam Chau nach dem College über die Mitwirkung an Studentenfilmen von Freunden. Daraufhin zog sie nach New York, wo sie Schauspielunterricht nahm. Sie erschien eigenen Angaben zufolge in verschiedenen Studentenfilmen und wenig erfolgreichen Off-Off- und Off-Broadway-Produktionen. Ihre erste Schauspielgage erhielt Chau für Finding My America (2006), eine Reality-Show eines asiatischen Fernsehnetzwerks, in der sie mit einer weiteren Schauspielerin von New York nach San Francisco reiste. Auf Rat eines Sitcom-Regisseurs zog sie später von New York nach Los Angeles.
Ab 2008 war Chau regelmäßig mit einmaligen Gastauftritten in US-amerikanischen Serien wie The Sarah Silverman Program., How I Met Your Mother, Navy CIS, My Boys, Shit! My Dad Says, CSI: Vegas vertreten. Eine erste wiederkehrende Rolle erhielt sie in der Science-Fiction-Serie Trenches (2010), in der sie in zehn Folgen als Spc. Wing zu sehen war. Zwischen 2011 und 2013 übernahm Chau in 13 Folgen der in ihrer Heimatstadt angesiedelten Dramaserie Treme den Part der Linh, Tochter eines vietnamesischen Fischers, die sich mit dem Straßenmusiker Sonny (dargestellt von Michiel Huisman) anfreundet. Ihr Kinodebüt gab sie 2014 mit einer Nebenrolle in Paul Thomas Andersons Inherent Vice – Natürliche Mängel. In der Krimikomödie ist sie als Bordellangestellte Jade zu sehen, die Hauptdarsteller Joaquin Phoenix Informationen über einen Drogenhändlerring anvertraut. Lob seitens der Fachkritik erhielt Chau 2017 für ihren zweiten Spielfilm Downsizing, in dem sie eine erste Hauptrolle bekleidete. In der Science-Fiction-Komödie von Alexander Payne spielt sie die zwangsgeschrumpfte vietnamesische Aktivistin Ngoc Lan, die Hauptdarsteller Matt Damon die Schattenseiten einer futuristischen Miniaturwelt aufzeigt. Diese Leistung brachte ihr u. a. 2018 eine Golden-Globe-Nominierung als beste Nebendarstellerin ein. Für ihre Nebenrolle der Krankenschwester Liz in Darren Aronofskys Filmdrama The Whale (2022) wurde sie im Jahr 2023 für den Oscar nominiert.
Hong Chau lebt in Los Angeles. 2018 wurde sie in die Academy of Motion Picture Arts and Sciences aufgenommen, die jährlich die Oscars vergibt.

## Filmografie (Auswahl)

### Fernsehen
- 2006: Finding My America (Fernsehserie)
- 2008: The Sarah Silverman Program. (Fernsehserie, 1 Folge)
- 2010: How I Met Your Mother (Fernsehserie, 1 Folge)
- 2010: Trenches (Fernsehserie, 10 Folgen)
- 2010: Navy CIS (Fernsehserie, 1 Folge)
- 2010: My Boys (Fernsehserie, 1 Folge)
- 2010: Shit! My Dad Says (Fernsehserie, 1 Folge)
- 2012: CSI: Vegas (Fernsehserie, 1 Folge)
- 2012: Meine Schwester Charlie (Fernsehserie, 1 Folge)
- 2011–2013: Treme (Fernsehserie, 13 Folgen)
- 2014–2015: A to Z (Fernsehserie, 13 Folgen)
- 2017: Big Little Lies (Fernsehserie, 6 Folgen)
- 2018: BoJack Horseman (Fernsehserie, 5 Folgen, Stimme)
- 2018: Homecoming (Fernsehserie, 11 Folgen)
- 2019: Watchmen (Fernsehserie, 4 Folgen)
- 2023: The Night Agent (Fernsehserie, 10 Folgen)

### Film
- 2007: Within Limits (Video-Kurzfilm)
- 2008: Konstruksiyon (Kurzfilm)
- 2014: Market Hours (Kurzfilm)
- 2014: Inherent Vice – Natürliche Mängel (Inherent Vice)
- 2017: Downsizing
- 2019: Driveways
- 2019: American Woman
- 2020: Artemis Fowl (Szenen geschnitten)
- 2022: Showing Up
- 2022: The Whale
- 2022: The Menu
- 2023: Asteroid City
- 2024: Kinds of Kindness
- 2024: The Instigators

## Auszeichnungen
- 2015: Robert Altman Award bei den Independent Spirit Awards für Inherent Vice – Natürliche Mängel (gemeinsam mit Film-, Castingregisseur und übrigem Schauspielensemble)
- 2018: Nominierung für den Critics’ Choice Movie Award für Downsizing (Beste Nebendarstellerin)
- 2018: Golden-Globe-Nominierung für Downsizing (Beste Nebendarstellerin)
- 2023: Oscar-Nominierung für The Whale (Beste Nebendarstellerin)